# خسرو انوشیروان
خسرو یکم (به پارسی میانه: 𐭧𐭥𐭮𐭫𐭥𐭣𐭩 ت.ت. 'خُسْراوْ'؛ ۵۰۱ – ۵۷۹ میلادی)، مشهور به اَنوشیرَوان دادگَر یا اَنوشه‌رَوان دادگَر، بیست و دومین شاهنشاه ایران و انیران از خاندان ساسان در ایران‌شهر بود که از سپتامبر ۵۳۱ تا فوریهٔ ۵۷۹ میلادی پادشاهی کرد. او سومین فرزند قباد یکم بود. پادشاهی وی پس از شاپور دوم شاهد تجدید حیات نظامی کشور و گسترش قلمرو آن بود که آغاز دومین و واپسین دوران طلایی ساسانیان بشمار می‌رود.
فرمانروایی خسرو با شورش‌های داخلی، به‌ویژه از جانب مزدکیان، آغاز شد ولی وی موفق شد آن‌ها را سرکوب و آرامش را به کشور بازگرداند. روابط ایران و روم در دورهٔ خسرو متغیر بود و این دو کشور گاهی در جنگ و گاهی در صلح به سر می‌بردند. در ابتدا صلحی میان آن‌ها شکل گرفت که در این قرارداد روم مجبور به پرداخت غرامت شد، ولی پس از مدتی خسرو نبرد را از سر گرفت. در این نبردها گاهی ایران پیروز بود و ضمن این نبردها تعهدنامه‌ها و پیمان‌هایی هم به امضا می‌رسید. خسرو پس از آن که انطاکیه را تصرف کرد، مردم آن را به شهر جدیدی به نام به از اندیو خسرو کوچانید و به مردم آزادی‌هایی بخشید. خسرو پس از دوستی با خاقان ترک، موفق شد هپتالیان را از میان ببرد و در پایان قلمرو آسیای مرکزی را میان ایران و ترکان تقسیم کند. خسرو در ارمنستان نیز با رومیان درگیر شد و در پایان جنگ، صلح ۵۰ ساله‌ای میان ایران و روم بسته شد؛ روم نیز متعهد به پرداخت غرامت شد. در نبرد آخری که میان ایران و روم صورت گرفت، با وجود کهنسالی خسرو، وی فرماندهی لشکریان را به عهده گرفت و در نهایت ایرانیان، انطاکیه را به تصرف خود درآوردند. پس از این شکست بود که ژوستینین یکم از فرماندهی برکنار شد و به جای او تیبریوس برسر کار آمد. ژوستینین از در صلح با شاه ایران درآمد؛ اما پیش از صلح، خسرو در ۵۷۹ م. درگذشت. خسرو نبردی در یمن هم داشت، زمانی که سیف بن ذی یزن به همراه نعمان به دربار خسرو رفت، خسرو سپاهی به فرماندهی وهرز به وی داد. سپاه ایران موفق شد یمن را تصرف و تا ظهور اسلام به قلمرو ایران اضافه کند.
خسرو انوشیروان اصلاحاتی در امور مالی و نظامی انجام داد. وی کشور را به چهار قسمت تقسیم کرد؛ هر قسمت زیر نظر یک سپهبد قرار داشت. سپهبدان دارای اختیارات بودند و می‌توانستند افرادی را به اسم مرزبانان در کنترل خود داشته باشند. اصلاح مالیاتی در زمان قباد شروع و در دوره خسرو به اتمام رسید. در اصلاحات جدید زمین‌ها اندازه‌گیری شد، افراد زیر ۲۰ و بالای ۵۰ سال و همچنین کسانی مانند روحانیون و بزرگان از پرداخت مالیات معاف شدند. خسرو مالیات را در سه قسط می‌گرفت. علت اصلی گرفتن مالیات این بود که مالیات را در خزانه جمع‌آوری کنند تا در زمان جنگ از لحاظ مالی مشکلی پیش نیاید.
خسرو فیلسوفانی که به دربار ایران پناه آورده بودند را به گرمی پذیرفت. وی نوشته‌های افلاطون و ارسطو را می‌خواند و دستور داده بود به زبان فارسی ترجمه شود. وی چنان به حکمت و فلسفه دل بست که او را «شاه فیلسوف افلاطونی» یا «شاگرد افلاطون» می‌خوانند. اندرزها و نصیحت‌های خسرو به پسرش هرمز در رساله‌ای به نام، رسالهٔ اندرز خسرو قبادان جمع‌آوری شده است. در دوران سلطنت خسرو میان هند، یونان و ایران ارتباط فرهنگی بود؛ در زمان خسرو کتاب کلیله و دمنه، شطرنج و طبیبان هندی، از هند به ایران آمدند. خسرو بیمارستان جندی‌شاپور را تأسیس کرد؛ در این بیمارستان طبیبان هندی و ایرانی بسیاری فعالیت می‌کردند. ساختن طاق کسری یا ایوان کسری را هم به خسرو نسبت داده‌اند.

## ریشهٔ نام
خسرو در اوستا به صورت hu-sravah (هوُ-سْرَوَه؛ به معنای «نیک سروده شده»؛ «نیکنام»، «مشهور»)، در سانسکریت به صورت sushravas و در زبان پهلوی به صورت husraw/xusraw به معنای خوش‌آوازه و نیکنام آمده است و در پازند به شکل xosrau آمده است. و لقب خسرو انوشیروان یا «انوشگ روان» است که به معنای روح و روان جاویدان است. از پادشاهان ساسانی، دو تن به این نام بوده‌اند: یکی خسرو یکم ملقب به انوشیروان و دیگری خسرو دوم ملقب به اپرویز یا پرویز. در دوره‌های مختلف نیز (از جمله در دوران اسلامی) شاهان، حاکمان، سرداران و افراد مختلف دیگری به این نام وجود داشته‌اند.

## وضعیت سیاسی و اجتماعی پیش از ظهور
در حدود سال ۴۹۰ میلادی از عظمت و شکوه شاهنشاهی ساسانیان کاسته شده بود، پیروز یکم در جنگ با هپتالیان کشته شده بود و ایران مجبور به قبول صلح نامهٔ تحقیرآمیزی برای شاهنشاهی شده بود، بلاش برادر پیروز که به جای او بر تخت سلطنت نشسته بود، نتوانست با روحانیانی که با اشراف و بزرگان هم داستان شده بودند، به‌توافق برسد و چون خزانه سلطنتی خالی بود، نتوانست سپاهیان را با خود همراه کند و در نتیجه روحانیون و بزرگان او را کور و از سلطنت خلع کردند و پسر پیروز، قباد را در سال ۴۸۸ م. به تخت شاهی نشاندند، بنا بر نوشتهٔ دینوری سوخرا، قباد را به سلطنت رساند. از قول طبری نقل شده که سوخرا از خانوادهٔ معروف اشراف بود که در دورهٔ ساسانیان دارای قدرت کامل بودند. قباد وقتی به سلطنت رسید بسیار جوان بود و این کم سنی پادشاه باعث اغتشاش و هرج و مرج در کشور و دخالت طبقهٔ اشراف و روحانیت در امور کشور شد، ظاهراً ظلم و ستمی که این طبقه بر مردم وارد می‌کردند بسیار بوده است. قباد می‌دانست که اگر برخلاف نظر طبقهٔ اشراف و روحانیون و سوخرا کاری انجام دهد مانند عمویش کور می‌شود، بنابراین منتظر فرصت ماند تا از قدرت این طبقه بکاهد، ظهور مزدک و همراهی تودهٔ مردم با او این فرصت را در اختیار قباد قرار داد.

## زندگی خسرو

### تولد و دوران کودکی
خسرو در اردستان، به دنیا آمد. وی سومین پسر قباد و دارای دو برادر دیگر به نام‌های کاووس و جم بود. مادر خسرو، خواهر باوی بود. بنابر قول پروکوپیوس، مادر خسرو دختر اسپبدس بویه یعنی سپهبد بویه بود. طبق آنچه در خدای نامه آمده، مادر خسرو، دختر دهقانی از دودمان‌های قدیم در روستای فریمان بود که قباد در دوران فرار خود با وی ازدواج کرده بود. مورخانی چون ثعالبی، یعقوبی و حاکم نیشابوری از این موضوع یاد کرده اند. قباد ویژگی‌های پادشاهی را در خسرو می‌دید. وی برای اینکه پادشاهی خسرو را مستحکم کند، به امپراتور روم پیشنهاد صلح داد و از ژوستینین خواست تا خسرو را به فرزندی خود بپذیرد. این کار، ژوستینین را مجبور می‌کرد تا در صورت نیاز از فرزند خود حمایت و او را یاری کند. ژوستینین نیز پذیرفت؛ اما به شرط آنکه فرزند خواندگی را به صورت کتبی درنیاورند، بلکه به وسیلهٔ سلاح باشد که اجباری و تکلیفی ندارد. قباد نتوانست این شرایط را بپذیرد، و در نتیجه صلحی میان ایران و روم صورت نگرفت.

### سرکوب مزدکیان

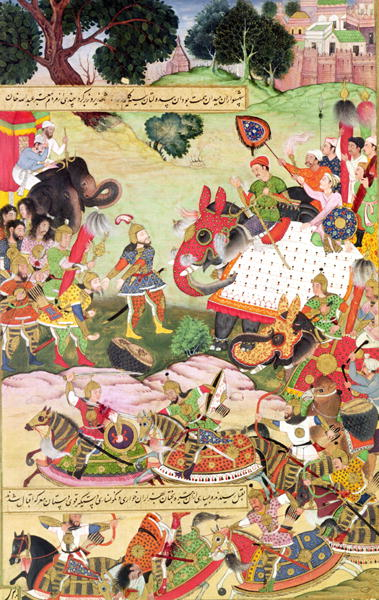
نبرد با مزدکیان

#### فعالیت مزدکیان
شروع فعالیت مزدک و پیروانش از سال ۴۹۴ م. آغاز شد و چون قباد در پی کاستن از قدرت اشراف بود از آنان حمایت می‌کرد. یکی از فعالیت‌های مزدکیان شورش در مداین بود. خشکسالی‌ای که در زمان قباد رخ داد، بهانهٔ انجام این شورش بود، حدود ۱۰ سال پس از پادشاهی قباد حملهٔ ملخ‌ها و خشکسالی وسیع و سختی کشور ایران را دربرگرفت که خاطرات خشکسالی ۷ سالهٔ زمان پیروز را که در طی آن مردم بسیاری تلف شده بودند، یادآوری می‌کرد، مقدسی در کتاب البداء و التاریخ قحطی آن سال‌ها و سیاست پیروز را بیان کرده و نوشته است «... پیروز در آن قحط‌سالی به تمام کارگزاران و والیان در گیلان و بنداران نامه نوشته و فرمان داد تا آنچه در خزائن هست میان مردم تقسیم کنند و در معاش مردم حسن تدبیر به کار برود…» در نتیجه در زمان قحطی دورهٔ قباد، مزدک تاراج انبارهای مدائن را مناسب دید و در مباحثه‌ای که با قباد داشت فرمان و اجازهٔ غارت انبارهای کسانی را که دست به احتکار غلات زده بودند، گرفت. ظاهراً شورش و غارت فقط در مداین نبود بلکه به نواحی دیگر نیز سرایت کرد اما رفتار مزدکیان در زمان غارت انبارها بسیار معقولانه بود و بنا بر نوشته فردوسی در شاهنامه آنان حاضر بودند قیمت گندم‌ها را تا ده برابر بپردازند. در سال ۵۱۹. م مسئله انتخاب جانشین برای قباد یکم مطرح شد، و مزدک و مزدکیان برای به سلطنت رساندن کیوس تلاش فراوانی کردند چرا که مسئله جانشینی قباد یکم برای مزدکیان برابر بود با برقرار ماندن یا نابود شدن آیین آنها البته در این عملیات موفق نشدند، مزدکیان از پسر بزرگ قباد که ولیعهد هم بود حمایت کردند اما دربار و روحانیون و اشراف از خسرو یکم که فرزند کوچکتر قباد و ضد مزدکی بود، پشتیبانی می‌کردند، کیوس یا کاووس مورد حمایت مزدکیان به جنگ با خسرو یکم رفت اما در جنگ مغلوب شد و خسرو یکم به عنوان یک پادشاه ضد مزدکی به سلطنت رسید.

#### سرکوب و کشتار مزدکیان
کشتار مزدک و پیروانش را مورخان و منابع مختلف به دو زمان مختلف نسبت داده‌اند، برخی معتقدند این واقع در اواخر سلطنت قباد یکم رخ داده و برخی عنوان کرده‌اند این واقع در اوایل سلطنت خسرو انوشیروان رخ داده، اما تقریباً تمامی منابع کار قلع و قمع مزدک و مزدکیان را به خسرو انوشیروان نسبت داده‌اند. مثلاً طبری نقل کرده است: 
| « | خسرو مزدق پسر بامداد و مردمی بسیار از پیروان او را بکشت. | » |

 و ابن مسکویه گفته طبری را نقل کرده و فقط در نقل قولش نام پدر مزدک را متفاوت با طبری نوشته است یا سعید بن البطریق که نقل کرده که خسرو سران مزدقیه را از کشور بیرون راند و مسعودی با ذکر شمار کشته شدگان نقل کرده که خسرو، مزدک و پیروان او را کشته و بلعمی عنوان کرده که خسرو فرمان داد تا مزدکیان را بکشند،ثعالبی کشتار مزدکیان را با عباراتی غرورآمیز نقل کرده و این واقع را به خسرو یکم نسبت داده.سر جان ملکم و کریستنسن هر یک در کتاب‌های خود کشتار مزدکیان را از کارهای خسرو انوشیروان شمرده‌اند.

### به تخت نشستن و حکومت خسرو یکم

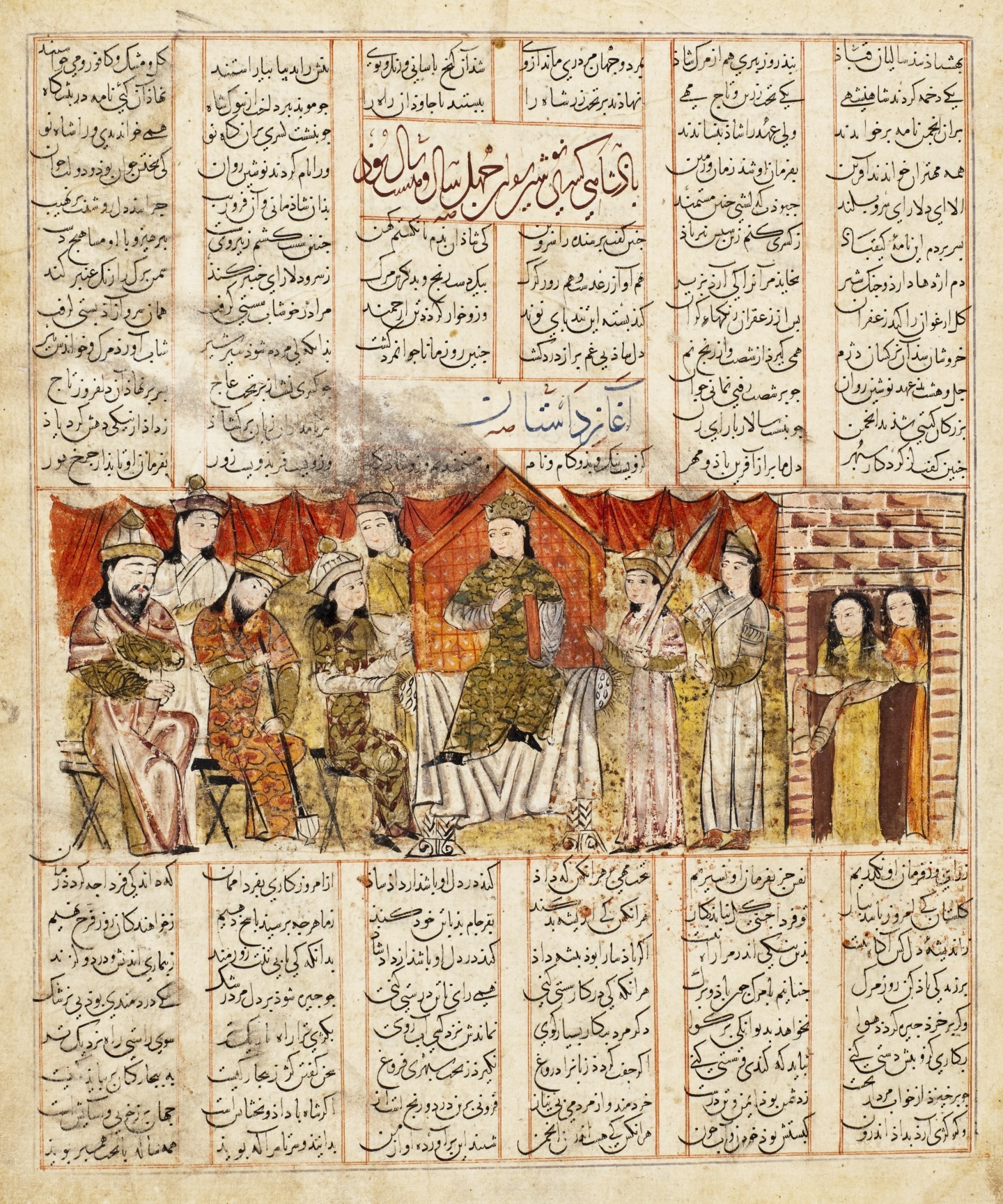
نگاره‌ای از شاهنامه که خسرو یکم را نشسته بر تخت شاهی به تصویر کشیده است.

خسرو یکم حکمرانی خود را زمانی آغاز کرد که هنوز پدرش برسر کار بود. وی سلطنت خود را با سرکوب مزدکیان شروع کرد. فردوسی هم مراسم تاج‌گذاری، برتخت نشستن خسرو، دادگری و درخواست فرمانبرداری خسرو از بزرگان را بیان کرده است. پس از مرگ قباد یکم، پسرانش برسر جانشینی با یکدیگر اختلاف پیدا کردند و نخست کیوس (کاووس) که پسر بزرگتر قباد بود، خود را شاه خواند؛ وی هنگامی که برادرش خسرو را مخالف با خود دید به جنگ با او پرداخت و به تیسفون لشکرکشی کرد. کاووس در این جنگ شکست خورد و به دستور برادرش کشته شد. وزیر اعظم، مهبد نیز با پادشاهی کیوس مخالفت کرد و اعلام داشت که شاه تنها با رأی بزرگان انتخاب می‌شود. وقتی بزرگان کشور گردهم آمدند، مهبد وصیت نامهٔ قباد را به آن‌ها نشان داد که در آن خسرو به پادشاهی پیشنهاد داده‌شده بود. اینکه قباد خسرو را به کاووس که پسر ارشد و پیرو دین مزدک بود ترجیح داد نشان دهندهٔ تغییر نگاه و دیدگاه نسبت به دین مزدک است. پس از جلسه‌ای که بزرگان کشور داشتند، خسرو یکم را به پادشاهی برگزیدند و خسرو با لقب «انوشیروان» در سال ۵۳۱ میلادی بر تخت پادشاهی نشست. خسرو قبل از خواندن وصیت نامه پدرش، برادرانش را کشته‌بود. بعضی از بزرگان کشور پس از جلسه و در طی توطئه‌ای می‌خواستند دیگر فرزند قباد را که برادر خسرو بود به سلطنت برسانند؛ ولی خسرو از توطئه بزرگان و شاهزادگان باخبر شد و در اقدامی آن‌ها را سرکوب کرد. پس از شاهی، خسرو مهبد را هم کشت و خود را از سایه مهبد که به کمک او بر سرکار آمده‌بود، آزاد کرد. داستان مرگ مهبد با افسانه آمیخته شده است؛ می‌گویند خوراکی‌هایی که مهبد برای پادشاه فرستاده‌بود با توطئه‌ای زهرآگین شده بود، وقتی پسران مهبد با خوردن آن خوراکی‌ها کشته شدند پادشاه به این فکر افتاد که مهبد قصد جان او را کرده است و دستور داد که مهبد و خانواده و آشنایانش را بکشند. ولی به گفتهٔ پروکوپیوس شاه، مهبد را نزد خواسته بود و در آن لحظه که مهبد مشغول آموزش دادن به سپاهیان بود گفته‌بود که به زودی به درگاه شاه خواهد آمد؛ ولی چون فرستاده شاه با مهبد دشمنی داشت، گفته‌های او را اینگونه به شاه نرساند و گفت که مهبد بهانه آورده است و از آمدن به نزد شاه خودداری می‌کند؛ پس از شنیدن این سخنان خسرو عصبانی شد و پس از چند روز دستور مرگ مهبد را داد. یکی از کارهایی که خسرو پس از رسیدن به تخت پادشاهی انجام داد، آشتی با دولت بیزانس بود که با خالی کردن چند دژ در لازستان عملی شد. بعد از آن تلاش کرد که نظم و آرامش را به جامعه برگرداند تا پایگاه‌های روحانیون که به دست خاندان‌های بزرگ و قدرتمندان افتاده‌بود را سازماندهی کند.

## روابط خارجی خسرو یکم

### روابط ایران وروم شرقی

#### صلح اولیهٔ ایران و روم شرقی

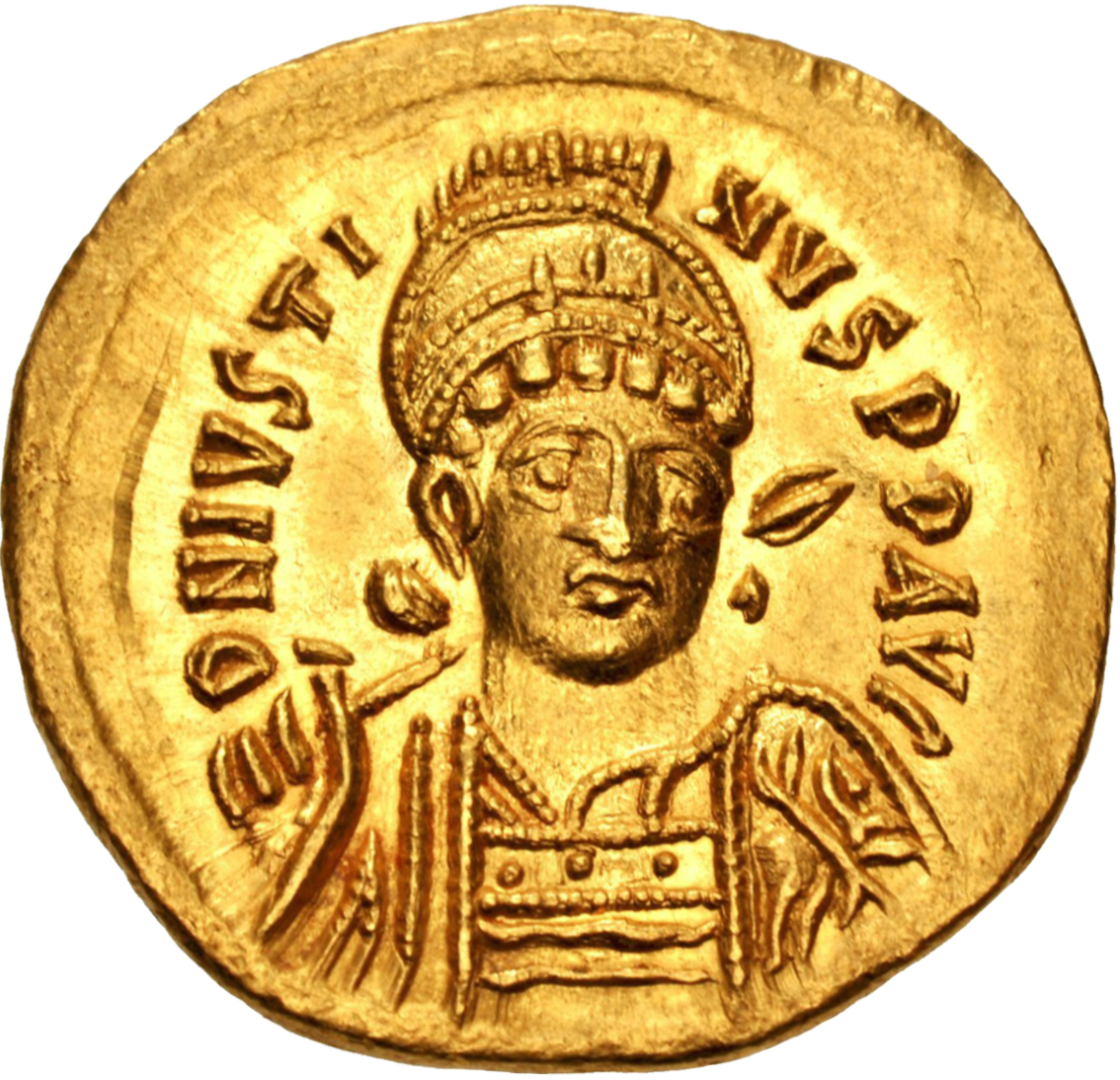
سولیدوس ژوستین یکم

در سال ۵۳۲ میلادی روم فرستادگانی را در کناره رود دجله نزد خسرو انوشیروان فرستاد و خسرو در برابر آن‌ها رومیانی را که به گروگانی گرفته بود، آزاد کرد. خسرو پذیرفت که ۵۵۰۰ پوند طلا از رومیان بگیرد و یک صلح جاویدان با آن‌ها به ثبت برساند. رومیان به این دلیل پول می‌پرداختند که دیگر از دژهای خود که در شهر دارا ساخته بودند دست نکشند و پولی هم بخاطر نگهداری از دروازه‌های قفقاز به ایران ندهند. در صلحی که بین طرفین بسته شد، روم پذیرفت که فرماندهٔ سپاهش باید مثل گذشته در قسطنطنیه بماند، نه در شهر دارا و همچنین براساس این قرارداد ایران توانست دو دژ جنگی خود یعنی فارانگیوم و بولوم را که در دست رومیان بود بازپس گیرد و دژهای خود را در لازستان به رومیان واگذار کند.

#### جنگ اول با روم شرقی
از سده ۶ میلادی، هدف ایران فقط تسلط بر خلیج فارس نبود؛ بلکه قصد داشت به تصرف مناطق شرقی نیز بپردازد که این امر باعث جنگ‌های بسیار میان ایرانیان و امپراتور روم شرقی شد. از سال۵۴۰ میلادی که دورهٔ خسرو انوشیروان بود جنگ‌های ایران و روم آغاز شد و تا سال ۵۷۹ میلادی به طول کشید؛ در این میان فقط سال‌های کمی بود که طرفین با یکدیگر در صلح بودند. سرزمین‌هایی که در آن جنگ رخ می‌داد، سوریه، ارمنستان، لازیکا، میان‌رودان، کاپادوکیه و گرجستان بود. پیروزی فرماندهان ژوستینین در ایتالیا و آفریقا مایهٔ نگرانی خسرو شده‌بود، زیرا ژوستینین در جنگ‌ها پیروز می‌شد و غنایم بسیاری را به‌دست می‌آورد. خسرو در نامه‌ای به شوخی به ژوستینین گفته‌بود که باید بخشی از غنایم را به ایران دهد، زیرا اگر معاهده صلح جاویدان نبود، روم نمی‌توانست به این پیروزی‌ها دست یابد و امپراتور هم پیشکش‌هایی نیز به دربار ایران داده‌بود.
خسرو از طریق آگاهی‌هایی که فرستادگان پادشاه گوت دربارهٔ پیروزی‌های رومیان می‌دادند، فهمید که با پایبندی به صلح جاویدان، روم نیرومندتر می‌شود. به گزارش پروکوپیوس، خسرو می‌خواست که بهانه‌ای برای شکستن صلح به دست آورد به همین دلیل با منذر که پادشاه عرب بود گفتگو کرد و از او خواست تا بهانه‌ای برای آغاز جنگ فراهم کند. منذر از حارث که پادشاه عرب و دست نشاندهٔ روم بود، تقاضای یک قطعه زمین کرد و ژوستینین به فکر حل مسئله افتاد و میانجی‌گری کرد. ژوستینین با فرستادن پول و نامه به منذر، خواست که به این اختلاف پایان دهد ولی منذر نامه‌ای را که ژوستینین فرستاده‌بود، برای انوشیروان فرستاد. ژوستینین در نامه‌ای از هون‌ها خواسته بود به جنگ با ایران بپردازند و هون‌ها این نامه را برای خسرو فرستاده‌بودند و به این ترتیب خسرو بهانه‌ای برای شروع جنگ به دست آورد. ژوستینین فرستاده‌ای نزد خسرو فرستاد تا خسرو از جنگ دوباره صرف نظر کند، ولی خسرو که آماده جنگ شده‌بود به پیغام او پاسخ نداد و فرستادهٔ امپراتور را نزد خود نگه داشت و اجازهٔ بازگشت به وی نداد؛ بنابراین در سال ۵۴۰ نخستین جنگ ایران و روم در دورهٔ خسرو درگرفت. سپاهیان خسرو به سرعت به سوریه حمله کردند و چندین شهر سوریه مانند سورا، هیراپولیس و بروئی را به تصرف درآوردند و آنان با پرداختن طلا و نقره آزادی خود را خریدند. درحالی که شهرهای سوریه یکی پس از دیگری به تصرف درمی‌آمدند، انطاکیه خود را آماده مذاکره می‌کرد. پس از یک محاصره چند روزه درهای انطاکیه به روی خسرو باز شد. وقتی خسرو به انطاکیه رسید قبل از آن سفیران ژوستینین وارد آنجا شده‌بودند و پرداخت کردن طلا و نقره را دور از شأن تشخیص داده‌بودند. به همین دلیل خسرو به انطاکیه حمله برد و شهر را مورد تاراج و تصرف قرار داد و غنایم جنگی بسیاری را به‌دست‌آورد و پس از آن انطاکیه را به آتش کشید. ژوستینین که سپاهیان و فرماندهانش درگیر جنگ‌های دیگر بودند، نمی‌توانست با ایران بجنگد به همین دلیل خواهان صلح شد. خسرو نمایندگان روم را پذیرفت و طبق این قرارداد روم موظف شد، ۵۰۰۰ هزار پوند نقد و هر سال ۵۰۰ پوند طلا به ایران دهد؛ و نگهبانی از گذرها و دربندهای خزر و قفقاز به عهده ایران باشد. به این ترتیب نخستین جنگ در سال ۵۴۰ پایان گرفت

#### جنگ خسرو با روم شرقی در ارمنستان
شورشی که انوشک زاد علیه پدر خود انجام داد، باعث جلوگیری حمله خسرو به روم شد؛ درحالی که روم به فکر حمله به ارمنستان ایران بود. قسطنطنیه فهمیده‌بود که خسرو از این رو به صلح تمایل دارد که بخاطر مسائل داخلی کشور، فرصت لشکرکشی ندارد به همین دلیل رومیان از موقعیت خود استفاده و به ارمنستان حمله کردند. در این جنگ سپاه روم شکست خورد و بسیاری از آن‌ها اسیر شدند. بار دیگر انوشیروان تصمیم گرفت به ادسا حمله کند، که این حمله منجر به گرفتن ۲۰۰۰ پوند از ژوستینین و همچنین یک آتش‌بس ۵ ساله شد. این صلح به دلیل وجود حکومت‌های محلی چندان پایدار نبود. خسرو نگران قفقاز، لازستان و پترا بود؛ چرا که رومیان آن‌ها را علیه ایران تحریک می‌کردند. در همین جهت لشکری به فرماندهی خوریان به سوی لازستان فرستاد؛ خوریان کشته شد و سپاهیانش فرار کردند. به دلیل مقاومت و دفاعی که دژ پترا کرد، به دست رومیان افتاد و لازستان هم از تصرف ایرانیان درآمد. خسرو برای اینکه بتواند پترا را باز پس گیرد سپاهی به فرماندهی مِرمِررو (مِرمِرروئوس) که سردار نامداری بود، فرستاد. با رسیدن مِرمِررو و حضورش در لازستان همه نیروها زندانی شدند و مِرمِررو بر همه لازستان بجز درون حصارها تسلط کامل داشت؛ ولی این تسلط موفقیتی به بار نیاورد. به دلیل استحکاماتی که دشمن از خود نشان می‌داد، مِرمِررو به فکر دیگری افتاد؛ وی ابتدا خبر مریضی و بیمار بودن خود را داد و پس از مدتی شایعه کرد که از دنیا رفته است. در این موقعیت لازستان که دیگر فکر حملهٔ ایرانیان را نمی‌کرد، از شدت استحکامات خود کاست. در این وقت بود که مِرمِررو دستور حمله را داد. در ابتدا سپاه ایران با پیروزی پیش‌رفت اما ناگهان با بیماری مِرمِررو مجبور به عقب‌نشینی به گرجستان شدند که در نهایت مِرمِررو در آنجا درگذشت. با مرگ مِرمِررو خسرو، نخورگان را که سرداری از خود راضی بود، را جانشین وی کرد؛ مدتی بعد به دلیل اشتباهات، بی‌لیاقتی و بی‌تدبیری نخورگان، خسرو وی را به دربار خواست و سپس اعدامش کرد. پس از گذشت ۶ سال انوشیروان دریافت که لازستان دیگر بیش از این ارزش ندارد تا برای بازپس‌گیری آن تلاش کند. درنتیجه قبول کرد که لازستان را از دست داده است و در این بین، صلحی ۵۰ ساله میان ایران و روم بسته شد که طبق این قرارداد، لازستان به تصرف رومیان درآمد و روم پذیرفت سالانه ۳۰۰۰۰ سکه طلا به ایرانیان بدهد. طبق این پیمان ایران باید از حملهٔ اقوام وحشی که در پیرامون دریای خزر بودند به بیزانس جلوگیری کند و بیزانس هم باید از آوردن سپاه خود به مرزهای ایران خودداری کند. شهرهای دارا و نصیبین به عنوان دروازهٔ ورود بازرگانان عرب و بیگانه انتخاب شد. قرار شد بازرگانان دو کشور از پرداخت کردن گمرک معاف شوند. مسیحیان آزادی یافتند و قرار شد اختلافات بین دو کشور به دادگاه برده‌شود و مجرم به مجازات شود. در این صلح که میان ایران و روم بود، قراردادهایی دربارهٔ همه امور بسته شد.

#### آخرین جنگ انوشیروان و روم شرقی
در سال ۵۷۲ ترکان با فرستادن گروهی به قسطنطنیه برای تحریک امپراتور به خاتمه دادن صلح با ایران نقشه کشیدند. نقشه این بود که ترکان و رومی‌ها از دو طرف به ایران حمله کنند در این میان این حمله به نفع امپراتور روم بود؛ زیرا در این هنگام ایران بر یمن تسلط داشت و امپراتور روم راه دریایی شرق را از دست داده بود و همچنین شکست ایرانیان برابر بود با حذف خراج سالیانه‌ای که روم باید به ایران پرداخت می‌کرد.
پیمان صلح ایران با روم بیش از ۱۰ سال دوام نیاورد. در سال ۵۶۴ میلادی مرزبان ارمنستان که ایرانی و از خاندان سورن بود، تلاش کرد تا دین زرتشت را گسترش دهد. در این جهت مامیکونیان که یکی از خاندان‌های برجسته بود را کشت و آتشکده ای در دوین ساخت. به همین خاطر ارمنیان در سال ۵۷۱ دست به شورش زدند و سورن و نگهبانانش را کشتند. بزرگان ارمنستان از قسطنطنیه تقاضای کمک کردند و ژوستینین دوم به درخواست آن‌ها پاسخ مثبت داد و آن‌ها را مورد حمایت خود قرار داد. ژوستینین فرستادهٔ خسرو را که برای یادآوری پرداخت سالیانه در آنجا بود، مورد تحقیر و توهین قرار داد. در نهایت خسرو با رومیان وارد جنگ شد و با اینکه سالخورده بود خود فرماندهی جنگ را برعهده گرفت و رومیان را به محاصره درآورد و انطاکیه و افامیه را تصرف کرد. وی حتی دژ دارا را هم گشود. امپراتور روم بخاطر شکستی که از ایرانیان خورده بود بیمار شد و از لحاظ جسمی و روحی در حالتی نبود که بتواند با این شکست کنار بیاید. پس از آن که امپراتوری به تیبریوس رسید؛ تیبریوس قبول کرد با پرداخت ۴۵۰۰۰ سکه طلا به ایران، قرارداد صلح ۱ ساله را ببندد. ارمنستان در مذاکرات ذکر نشده‌بود، پس سپاه روم به طرف ارمنستان حرکت کرد و ایرانیان هم به سوی ارمنستان حرکت کردند و حتی تلاش کردند ارمنستان روم را هم پس بگیرند. خسرو که فرماندهی سپاه ایران را برعهده داشت، موفق شد سپاه روم که فرماندهی آن به دست ژوستینین پسر (گِرمَنوس-گرمانوس) بود را شکست دهد. پس از آن درگیرهای ایران و روم با پیروزی و شکست‌هایی همراه بود. پس از آن بخاطر چند شکستی که خسرو در ارمنستان و میان‌رودان رومی، از رومیان خورده بود، معاهده صلح با تیبریوس را پذیرفت. در این معاهده رومی‌ها دژ دارا را از ایرانیان بازپس می‌گرفتند و در ازای آن ارمنستان و گرجستان را به ایران می‌دادند؛ ولی قبل از اینکه گفتگوی آن‌ها پایان یابد خسرو انوشیروان در فوریه سال ۵۷۹ میلادی درگذشت.

### برانداختن دولت هپتالیان
جنگ با هپتالیان در زمان پیروز رخ داد. هپتالیان را «هون‌های سفید» می‌نامند که به گفتهٔ پروکوپیوس از لحاظ سفیدی پوست و شیوه زندگی با هون‌های دیگر اختلاف داشتند. پیروز در جنگ با هپتالیان شکست خورد و اسیر شد؛ وی مجبور به پرداخت غرامت جنگ به هپتالیان شد و شهر کیداریان را به آن‌ها واگذار کرد. هپتالیان پسر پیروز را به عنوان گروگان نزد خود نگه داشتند تا زمانی که پیروز همهٔ غرامت جنگی را بپردازد. در سال ۴۸۴ جنگ سختی بین پیروز و هپتالیان رخ داد که در نتیجهٔ این جنگ پیروز شکست خورد و به قتل رسید. پس از آن هپتالیان وارد ایران شدند و ایرانیان را مجبور به دادن خراج سالیانه به دولت هپتالیان کردند. دربارهٔ برانداختن دولت هپتالیان یا هفتالیان منابع کمی در دست است که هرکدام گزارش متفاوتی از این واقعه ارائه می‌دهند. براساس نظریهٔ فردوسی عامل خراب شدن قلمرو هپتالیان انوشیروان نبوده؛ وی اقوام شمال را مسئول این خرابی می‌داند.
در آن دوره رود جیحون مرز بین ایران و خاقان ترک شناخته شده‌بود و دولت هپتالیان میان ایران و گوگ ترک‌ها قرار گرفته‌بود. وقتی که خاقان از قدرت خسرو یکم با خبر گشت از در دوستی درآمد و سفیران خود را همراه با هدیه‌هایی راهی ایران کرد ولی دولت هپتالیان از ترس آن که کشورش میان خاقان و ایران تقسیم شود، فرستاده‌های دولت خاقان را در بین راه دستگیر کرد و به قتل رساند. پس از آن که خاقان از این موضوع باخبر گشت، به دولت هپتالیان حمله کرد. در این جنگ هپتالیان در برابر خاقان شکست خوردند و کشورشان به تصرف گوک ترک‌ها درآمد. (البته لشکرکشی خسرو به سمت هپتالیان نباید نادیده گرفته شود) در این میان انوشیروان برای آنکه قدرت نظامی و سیاسی خود را به گوک ترک هانشان دهد، لشکر خود را از گرگان به سوی شمال شرقی فرستاد. خاقان از بیم آنکه جنگی میانشان صورت نگیرد، بخش بزرگی از سرزمینی که تصرف کرده‌بودند را به ایرانیان داد و پس از آن بود که خسرو با دختر خاقان ازدواج کرد.
کریستین سن می‌گوید خسرو پس از اتمام جنگ با رومیان بود که دولت هپتالیان، که بر اثر حملهٔ قبیلهٔ ترک که به سردستگی ایستمی خان آسیب دیده و منزوی شده‌بود را برانداخت. ایستمی خان توانسته بود سغد و بخارا و سرزمین‌هایی را که در شرق جیحون هستند را تصرف کند و زمین‌های غربی رود جیحون را به ایران واگذار کردند، چرا که ایران در این راه به آن‌ها کمک کرده و همراه آن‌ها بوده است؛ ولایت باختر به ایران تعلق گرفت و اینگونه بود که انتقام مرگ پیروز و احساس تأسفی که بخاطر پرداخت خراج به هپتالیان می‌کردند، گرفته شد.

### انوشیروان و یمن
مهم‌ترین کالایی که رومیان خواستار آن بودند ابریشم بود و تلاش می‌کردند تا کالاها را ارزان‌تر تهیه کنند. رومیان وقتی دیدند که تجار و بازرگانان ایرانی برای تهیهٔ ابریشم راهی چین می‌شوند، تلاش کردند تا مانند ایرانیان عمل کنند. در نتیجه تجار ایرانی مراکزی برای خود در چین احداث کردند که با احداث این بندرها و اسکان ایرانیان در شرق آسیا، رومیان تا حدی قدرت رقابت را از دست دادند. در نهایت امپراتور ژوستینین برآن شد تا از حبشیان در امور بازرگانی استفاده کند.
در دوران خسرو روابط ایران و یمن تحت تأثیر بیزانس بود و یمن توسط صحراها از ایران جدا شده‌بود. رومیان از طریق راه دریا نیز به آنجا دسترسی داشتند ولی ایرانیان برخلاف دورهٔ هخامنشیان، از نیروی دریایی کارآمدی که بتواند چنین راه طولانی را سپری کند، برخوردار نبودند.
ذنواس، پادشاه حمیریان یمن که خود فردی یهودی بود، دست به کشتار و آزار مسیحیان یمن زد و کتاب مقدس آنان یعنی انجیل را نیز به آتش کشید. کشتن مسیحیان یمنی، باعث خشم دو فرمانروای مسیحی از جمله ژوستینین امپراتور روم و نجاشی پادشاه حبشه شد. ژوستینین به سبب دوری از یمن نمی‌توانست شخصاً و به سرعت وارد عمل شود؛ در نتیجه ژوستینین سپاه، کمک‌های جنگی و همچنین کشتی‌های جنگی خود را برای پادشاه حبشه فرستاد و از او خواست تا یمن را از تصرف ذنواس آزاد کند. در این لشکرکشی سپاه حبشه به فرماندهی اریاط، موفق شد یمن را تصرف کند و حمیریان را شکست دهد و ذنواس نیز در این نبرد کشته شد. بهانهٔ ژوستینین برای این لشکرکشی خونخواهی مسیحیان بود ولی دلیل اصلی آن مسائل سیاسی و اقتصادی بود؛ زیرا تلاش می‌کرد که راه‌های دریایی که به اقیانوس هند می‌رفت را دردست بگیرد و در جنوب عربستان نفوذ سیاسی خود را برای مقابله با ساسانیان افزایش دهد. حبشیان همچنین می‌خواستند حمیریانی را که معترض کاروان‌های بازرگانی و تجاری حبشیان بودند را از بین ببرند. پس از مدتی اریاط، توسط ابرهه که از فرماندهان حبشه بود کشته شد و خود جانشین اریاط شد. پادشاه حبشه که از این موضوع ناراضی بود ناچار فرمانروایی او را در یمن قبول کرد. حمیریان یمن که از حضور حبشیان ناراضی بودند به فکر از بین بردن آن‌ها افتادند. سیف ابن ذی یزن که یکی از امیران حمیری بود، برای بیرون راندن حبشیان تلاش کرد، از این رو به حیره رفت و به همراه نعمان به دربار خسرو انوشیروان رفت. سپاه ایرانی به فرماندهی وهرز به حضرموت رفت تا یمن را آزاد کند. آن‌ها موفق شدند حبشیان را از یمن بیرون و ابرهه را از بین ببرند و یمن را به قلمرو ایران اضافه کنند.

### رابطه ایران و ترکان در عهد انوشیروان
ترکان که در زبان چینی آنان را توکیو یا توچیو می‌نامیدند، خودشان را از قوم آسنا، یکی از قبایل هون‌ها می‌دانستند؛ و نام خود را از کوه‌هایی که در دامنهٔ آن اسکان یافته بودند، گرفتند. شغلی که آن‌ها در میان طایفه ژوآن ژوآن به آن مشغول بودند، آهنگری بود. پس از مدتی با ژوآن ژوآن‌ها اختلاف پیدا کرده و تومن که فرماندهٔ سپاه ترک بود قادر به شکست و فراری دادن آن‌ها شد. فرمانده ترکی که بعد لقب خاقان گرفت، امپراتوری بزرگ تشکیل داد. پس از تومن، پسرش کولو و پس از او برادرش موکان خان به قدرت رسیدند که همزمان با خسرو انوشیروان است. موکان، تأسیس کنندهٔ امپراتوری شرقی است که به آن‌ها خاقان می‌گفتند و ایستامی، تأسیس کنندهٔ امپراتوری غربی است که به آن‌ها سین‌جیبو می‌گفتند و بنابر گفتهٔ طبری در منابع اسلامی، نام این پادشاه «اسنجی بو» است و همان‌طور که گفته شد وی با ایران متحد شد، هپتالیان را شکست دادند و سرزمین آن‌ها را میان خود تقسیم کردند. پس از مدتی خسرو برای اینکه این رابطه را محکمتر سازد با دختر خاقان نیز ازدواج کرد که هرمزد را به دنیا آورد. پس از مدتی در شرق و شمال ایران پیشروی‌هایی کردند و حتی بعضی از آن‌ها به ماورا قفقاز آمدند. خسرو در برابر آن‌ها برای جلوگیری از پیشروی‌هایشان، بر استحکامات خود در دربندها افزود. پس سین‌جیبو فرستادهٔ خود را به نام ماینک، به دربار ایران فرستاد و خواستار معافیت گمرکی کالای ابریشم از ایران به روم شد و وقتی خسرو نپذیرفت، میانهٔ ایستامی و خسرو بهم خورد و پس از آن بود که ترکان علیه ایران با رومیان متحد شدند.

## شورش انوشک زاد
انوشک زاد (انوشزاد) پسر خسرو انوشیروان و از مادری مسیحی بود که خسرو نتوانسته بود وی را از دین مسیحی برگرداند و پسر هم به دین مادر مانده‌بود. خسرو برای اینکه انوشک زاد آیین مزدیسنا و زرتشتی را فرا بگیرد، وی را به جندی‌شاپور فرستاد و به زندان انداخت. وقتی انوشیروان خود را آماده جنگ با بیزانس می‌کرد، طاعون رایج شد و در ایران خبر را اینگونه پخش کردند که انوشیروان به علت طاعون درگذشته است. وقتی این خبر به گوش انوشک زاد رسید وی درصدد شورش و به دست آوردن تاج و تخت افتاد. انوشک زاد زندانیان را از زندان آزاد و با خود همراه ساخت و همچنین با پولی که مادرش در اختیارش گذاشته بود توانسته بود برای خود سپاهی آماده کند. در آغاز جنگ انوشک زاد از سلامتی پدر باخبر شد ولی دست از اقدام خود برنداشت. در این حال خسرو دستور سرکوب شورش را داد، پس از آن شورش سرکوب و شاهزاده کشته شد؛ طبق منابع دیگری هم به دستور خسرو چشمانش را کور کردند.

## وضعیت اجتماعی دوران خسرو انوشیروان
در زمان خسرو یکم ایرانیان با هند، روم و دیگر ملل رابطه داشتند و از لحاظ اندیشه با یکدیگر دادوستد می‌کردند. چنان‌که آثاری در زمینهٔ اخترشناسی، پزشکی، قصه و شطرنج از هند به ایران آورده شد. موسیقی، رساله‌های پزشکی، آثار گوناگون علمی و متون فلسفی از روم به ایران آورده و ترجمه شدند. پس از آنکه مدرسه نو افلاطونیان توسط یوستی‌نیانوس تعطیل شد، فیلسوفانی که در آنجا مشغول به تحصیل بودند، از آتن به دربار خسرو آمدند. خسرو خوانندگان، نوازندگان و تمام کسانی که شغلشان موسیقی بود را در یک طبقه جا داده‌بود.
خسرو دربارهٔ زنانی که توسط مزدکیان ربوده شده‌بودند، اقداماتی نیز انجام داد. اگر زنی قبل از دزدیده شدن شوهرش فوت کرده‌بود یا شوهر نداشت و اگر کسی که وی را دزدیده بود با زن در یک طبقه اجتماعی بود باید با زن ازدواج می‌کرد یا وی را رها می‌کرد. بنابر روایت طبری گفته شده است که زن خود نیز مختار بود که آیا با آن مرد ازدواج کند یا نه. به هرحال مرد رباینده موظف بود که مهریه به خانواده زن بپردازد. اگر زنی که دزدیده شده‌بود شوهر داشت، باید به همسر قانونی خود بازمی‌گشت و کسی که وی را دزدیده بود باید مهریه‌ای که همسر قانونی داده‌بود را می‌داد. اگر بچه‌ای نسبش مشخص نبود، باید در خانواده‌ای می‌ماند که در آن زندگی می‌کرد و حتی در آن خانواده حق وراثت نیز داشت.
خانواده‌های اشراف و بزرگان که به‌خاطر کشمکش‌های داخلی و خانوادگی کشته می‌شدند و به تنگدستی می‌افتادند را می‌شماردند و عدهٔ یتیمان را حساب می‌کردند. شاه این یتیمان را بچه‌های خود می‌نامید. دختران را به کسانی می‌داد که از لحاظ طبقهٔ اجتماعی یکی باشند و جهیزیهٔ دختران را از خزانه خود تأمین می‌کرد و برای پسران، دخترانی از خاندان‌های نجیب می‌گرفت.
در دورهٔ خسرو طبقهٔ جدیدی شکل گرفت که نام دهقانان را به خود گرفت. این طبقه متشکل از نجیب‌زادگان کوچک یا پایین‌تر بود که ادارهٔ ده‌های بزرگ که برای دیگران بود را در اختیار داشتند و حتی گاهی برای خود نیز دهی داشتند و شاه نیز از آن‌ها حمایت و کمک‌های مالی و اقتصادی برای آن‌ها در نظر می‌گرفت. در نتیجه دهقانان طرفدار شاه شدند و در صورت نیاز به کمک شاه می‌آمدند؛ و وظیفه عمده دهقانان گرفتن مالیات بود

## اصلاحات خسرو انوشیروان

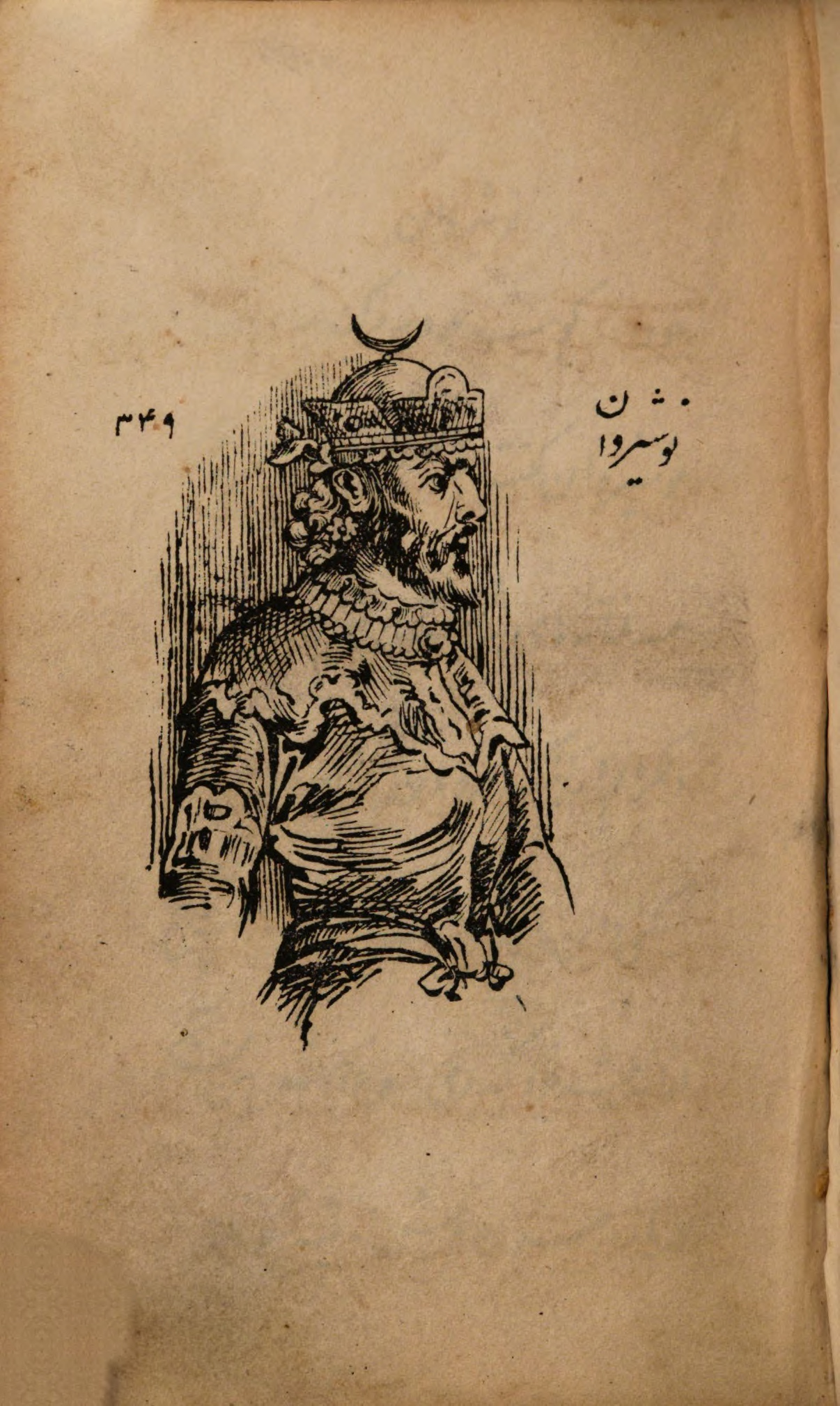
نگاره‌ای از انوشه‌روان دادگر در نامهٔ خسروان

### اصلاحات نظامی
خسرو در زمینهٔ نظامی هم اصلاحاتی به وجود آورد و تغییراتی داد. از بین بردن دشمنان داخلی و خارجی برای خسرو از اهمیت بالایی برخوردار بود. تا آن زمان نجبا و بزرگان که در مرکز سپاه قرار داشتند باید بدون مزد و حقوق کار می‌کردند و هزینه‌های جنگ را خودشان تأمین می‌کردند. خسرو گروه اسب سواران را ایجاد کرد و به کسانی که از لحاظ مالی پایین‌تر بودند کمک کرد؛ وی به آن‌ها اسب و اسلحه می‌داد و حقوق ثابتی هم برایشان تعیین کرده‌بود. در زمان خسرو سلاح و لوازم سپاهیان سواره شامل: برگستوان (زره جنگی اسب) و جوشن بلند، زره سینه پوش، شمشیر، نیزه، سپر دایره‌ای شکل برای دفاع و گرزی که به کمربند خود می‌بستند و تبرزین و کمان که دارای چندین تیر بود، می‌شد. عمده‌ترین سلاحی که در آن زمان در جنگ استفاده می‌شد نیزه و کمان بود. پروکوپیوس هم نیز گفته است که ایرانیان تیراندازان لایقی هستند. پیاده‌نظام هم متشکل از روستاییان و کشاورزان بود.
انتقال دادن و تبعید اقوامی که مغلوب می‌شدند از عادات قدیم است. اما شیوهٔ کوچ دادن اقوام توسط خسرو متفاوت از بقیه شاهان بود و این تفاوت در این بود که خسرو افراد مغلوب شده‌ای را که انتقال داده‌شده‌بودند را در نظام جنگی و ارتش خود استفاده می‌کرد. اقوام وحشی را که بنیهٔ قوی‌تری نسبت به کشاورزان ایرانی داشتند را در مرزها قرار می‌داد تا در برابر دشمنان مرزی بایستند. سپاه دائمی که خسرو تشکیل داده‌بود متشکل از سپاهیان سواره ایرانی و اقوام کوچ‌نشین غربی بود.
تشکیلات نظامی جدید در فرماندهی کل هم، تغییراتی به‌وجود آورد. خسرو انوشیروان مناصب و سپهبدهای قبلی را منحل کرد و کشور ایران را به چهار قسمت تقسیم کرد و برای هر قسمت یک سپهبد که جزو سپاه دائمی بود، منصوب کرد.
1. سپهبد شمال: گروه آذربایجان
2. سپهبد جنوب: گروه پارس و خوزستان
3. سپهبد مشرق: گروه خراسان و سیستان و کرمان و توابع آن
4. سپهبد مغرب: گروه عراق تا مرز دولت بیزانس.[۹۰]

هر سپهبد در قلمرو خود صاحب اختیار و قدرت بود و در قسمت خود حکمرانی می‌کرد. سپهبدان کسانی را در اختیار داشتند که «مرزبانان» نام داشتند. براین اساس چهار مرزبان زیر نظر و تحت فرمان و کنترل سپهبدان قرار گرفتند.

### اصلاحات اقتصادی و مالیاتی

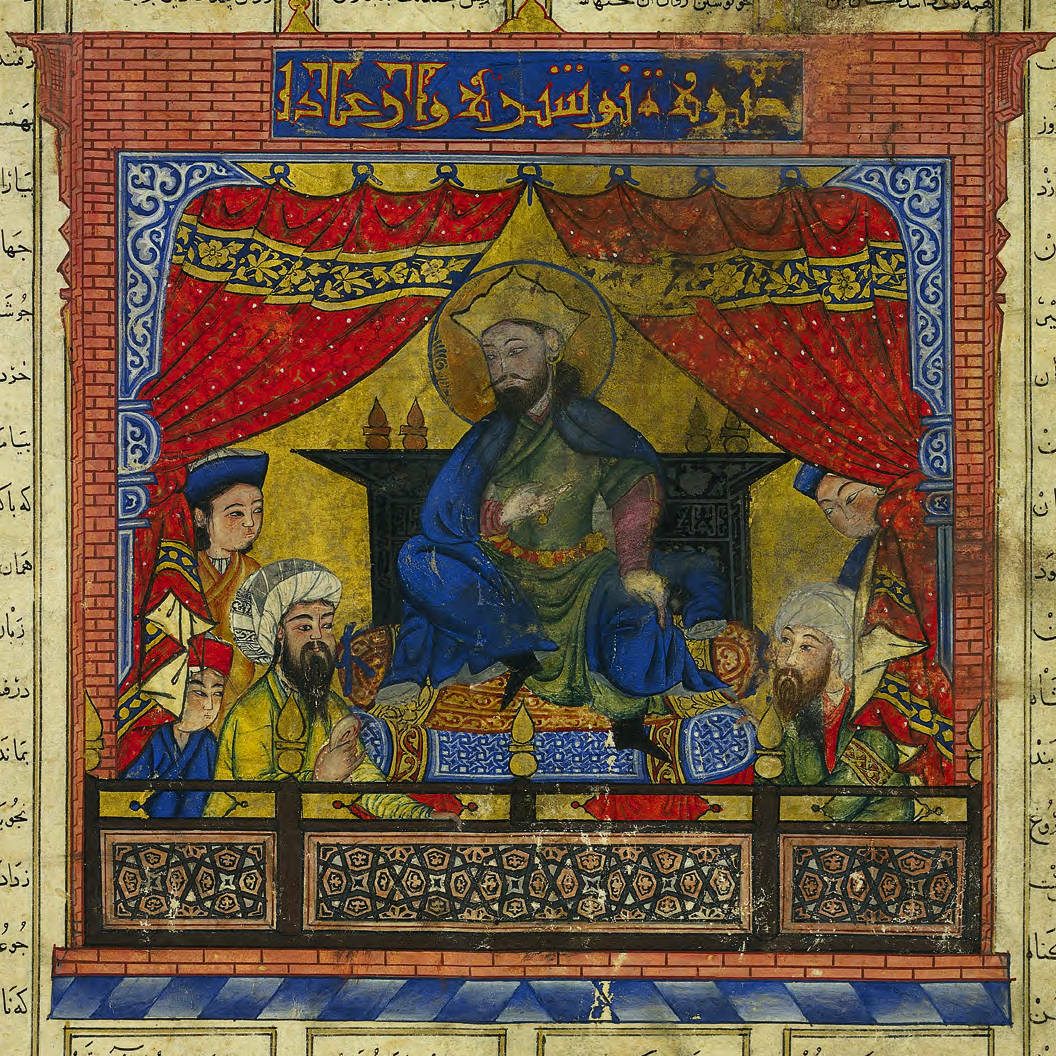
نگاره‌ای از شاهنامه که انوشه‌روان دادگر را درکنار بزرگمهر نشان می‌دهد و در بالای نگاره «صورة نوشیروان عادل» نوشته شده است

آغاز اصلاحات اقتصادی و مالیاتی در زمان قباد شروع و در زمان خسرو تکمیل شد. این اصلاحات تا زمان اسلام اجرا شد و پابرجا ماند. براساس گفتهٔ آلتهایم، اصلاحات مالیاتی دیوکلسین الگویی برای اصلاحات خسرو انوشیروان بوده است. قبل از انجام اصلاحات خسرو، مالیات زمین‌داران براساس میزان برداشت محصولات بوده بدون آن که ارزشیابی شوند؛ ولی براساس نظام مالیاتی جدید مساحت زمین اندازه‌گیری می‌شد و برای هر زمین نسبت به مساحت آن برداشت و مالیاتی سالانه برآورده می‌شد و مالیات زمین‌هایی که محصولاتشان خرمابن و زیتون بود را براساس تعداد درخت تعیین می‌کردند؛ بنابراین خسرو افرادی را مأمور کرد تا درختان نخل و زیتون را سرشماری کنند و برای آن‌ها مالیات تعیین کنند. سپس همه کارشناسان باهم درگرفتن مالیات گندم، جو، برنج، انگور، سبزی، نخل و زیتون هم نظر شدند. بجز این محصولات، دیگر محصولات را نادیده گرفتند تا مردم بتوانند در کار و زندگیشان نیرو بگیرند.
خسرو مالیات سرانه را هم اصلاح کرد که طبق آن، افراد زیر بیست سال و یا بالای پنجاه سال از پرداخت مالیات معاف بودند. خسرو میزان مالیات را براساس ثروتمندی افراد تعیین می‌کرد. به همین دلیل افراد را به چندین طبقه تقسیم‌بندی می‌کرد؛ ثروتمندان دوازده درهم، طبقهٔ متوسط هشت، کمی پایین‌تر شش و افراد عادی و رعایا چهار درهم می‌پرداختند. مالیات را در قسط‌های سه‌ماهه می‌گرفتند.
به گفتهٔ طبری، خسرو گرفتن مالیات از مرزبانان، اسب سواران، جنگجویان، دبیران، خاندان‌های کهن، بزرگ و درباریان را معاف کرده‌بود. اگر کسی که یهودی بود خود را زرتشتی معرفی می‌کرد از پرداخت مالیات معاف می‌شد. افراد زیر بیست سال هم از پرداخت مالیات معاف بودند.
خسرو انوشیروان علت اصلی گرفتن مالیات را جمع‌آوری پول در خزانهٔ دولت می‌دانست تا در هنگام جنگ از نظر مالی مشکلی پیش نیاید و دیگر احتیاجی به گرفتن مالیات‌های سنگین نباشد.

## مرگ
خسرو به دلیل چند شکستی که در ارمنستان و میان‌رودان از رومیان خورده‌بود، معاهدهٔ صلح با تیبریوس را پذیرفت. در این معاهده رومی‌ها دژ دارا را از ایرانیان پس گرفتند و در ازای آن ارمنستان و گرجستان را به ایران دادند؛ ولی قبل از اینکه گفتگوی آن‌ها پایان یابد خسرو انوشیروان در فوریه سال ۵۷۹ میلادی درگذشت. خسرو پس از ۴۸ سال پادشاهی، درحالی که ولیعهد خود را انتخاب کرده‌بود درگذشت و پس از آن کشور به دست هرمز پسر انوشیروان افتاد.

## منش

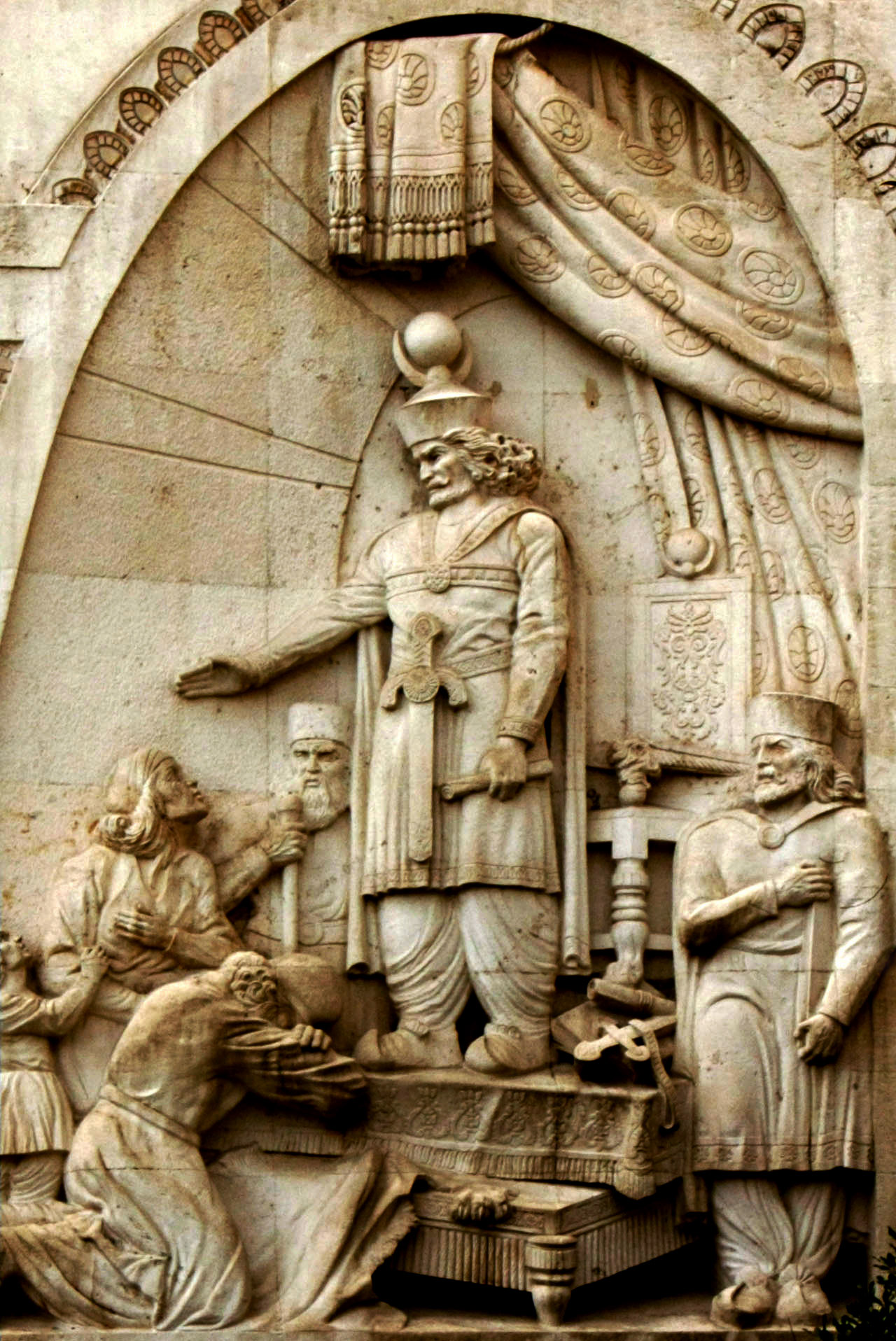
نقش‌برجسته انوشه‌روان دادگر کارِ غلامرضا رحیم‌زاده ارژنگ مربوط به دورهٔ پهلوی یکم در کاخ دادگستری تهران

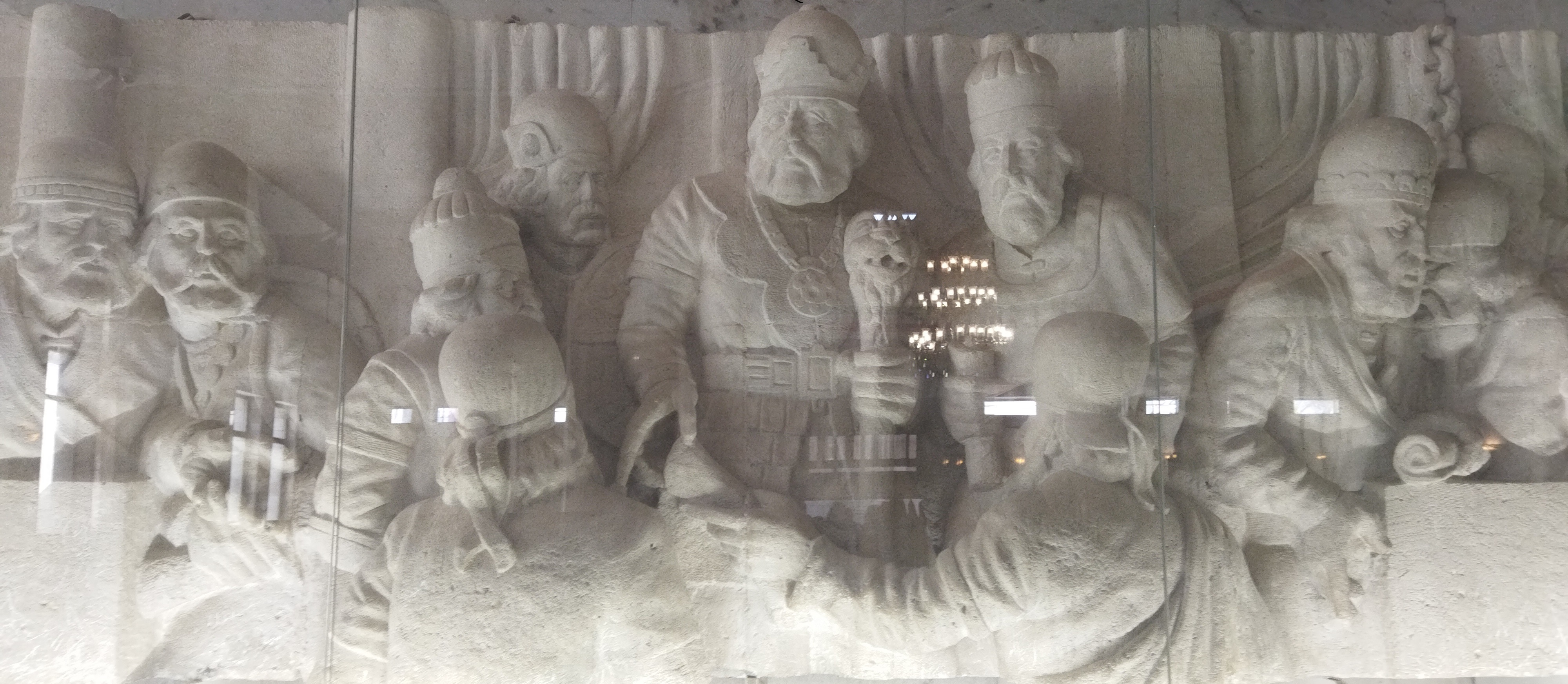
نقش‌برجسته انوشه‌روان دادگر مربوط به دورهٔ پهلوی یکم در آرامگاه فردوسی، مشهد

پادشاهی خسرو انوشیروان یکی از درخشان‌ترین دوران ساسانیان است. در این دوره علم فلسفه و ادب نیز رواج پیدا کرد. خسرو یکی از نخستین شاهانی بوده که به خواندن و نوشتن علاقه و توجه داشته است. در ادبیات ایران خسرو نماد یک پادشاه آرمانی است که داستان‌های بسیاری دربارهٔ بخشندگی، خردمندی، دادگری، دینداری، و… در مورد وی گفته شده است. در این دوره ایرانیان علاوه بر فرهنگ و تمدن خود، به تمدن هندیان و یونانیان هم علاقه داشتند. خسرو علاقه‌مند به فلسفهٔ یونانی بود و نوشته‌های ارسطو و افلاطون را بدون سختی مطالعه می‌کرد و حکمت آنان را فرا می‌گرفت. بنابر درخواست خسرو کتاب‌های یونانی به زبان فارسی ترجمه می‌شد. از این رو می‌توان خسرو را نمونه‌ای از یک شاه فیلسوف دانست. علاقه و دلبستگی خسرو به حکمت و فلسفه چنان بود که به وی لقب شاه فیلسوف افلاطونی داده‌بودند. معلم فلسفهٔ انوشیروان، اورانیوس پزشک و فیلسوف سریانی بود؛ در آن زمان که فلسفهٔ نوافلاطونی شکل گرفت، به این فلسفه در فلسفه اسلامی، خسروانی یا پهلوانی می‌گفتند. خسرو نیز شخصاً در مناظره‌ها و بحث‌ها شرکت می‌کرد و به گفتگو می‌پرداخت از این رو یونانیان وی را شاگرد افلاطون می‌خواندند.
خسرو از کسانی که به ایران مسافرت می‌کردند، به گرمی و مهربانی پذیرایی می‌کرد و جهانگردان را تشویق می‌کرد که به ایران مسافرت کنند. اندرز و نصیحت‌های خسرو به پسرش هرمز در رسالهٔ اندرز خسرو کواتان جمع‌آوری شده است که به خوبی شخصیت خسرو را نشان می‌دهد. همچنین کتاب خدای نامه تدوین شد که اساس کتاب شاهنامه فردوسی است. در دورهٔ خسرو روش طبابت هندیان، با روش‌های ایرانی، یونانی و بابلی آمیخته شد و شماری از پزشکان و دانشمندان هندی نیز در جندی‌شاپور فعالیت داشتند.
اگرچه خسرو پادشاهی خود را با جنگ و کشتن برادرانش آغاز کرد؛ اما به وی لقب دادگری دادند. گویند خسرو زنجیری برای برقراری عدالت بر در دربار خود متصل کرده‌بود تا هرکسی که مورد ستم قرار گرفت زنگ را به صدا در بیاورد تا شاه نیز از آن مطلع شود و ماجرا را بررسی کند. این کار که برگرفته از سنت چینی و هندی است به خوبی نشان‌دهنده عدالت و دادگری خسرو یکم است. خسرو و ژوستینین نمونه شاهان عادل هستند. همچنین کشتار مزدکیان نزد ایرانیان و زرتشتیان چنان بود که به خسرو لقب انوشیروان (انوشگ روان) یعنی روح و روان جاویدان را دادند. در زمان خسرو قوانین دقیق اجرا می‌شد، او را نمونه‌ای از جوانمردی می‌دانند و داستان‌های بسیاری دربارهٔ وی می‌گویند که صحت و درستی آن مشخص نیست.

## میراث انوشیروان

### بلوهر و بوذاسف
داستان «بلوهر و بوداسف» در سده دوم پیش از میلاد، به زبان سانسکریت به نگارش درآمده و در عهد خسرو انوشیروان، از سانسکریت به پهلوی ترجمه شده و ظاهراً ابن مقفع آن را به عربی برگردانیده و گفته می‌شود که «آبان لاحقی» نیز آن را به شعر عربی درآورده است. ظاهراً اصل این کتاب بایستی در اوایل دوران ساسانی به ایران آمده و توسط مانویان به زبان پهلوی ترجمه شده باشد. ترجمه پهلوی آن که در ایران نگارش یافته، مبنی بر شرح زندگی بودا و سیر و سلوک او برای کشف حقیقت بوده است و بسیاری از نکات و قصه‌ها و حکایات موجود در این داستان، در اندرزنامه‌های پهلوی تکرار شده است. این ترجمه، سپس به دست مؤلفی مسیحی، تبدیل شکل داده و به قالب دین مسیح ریخته شده… و بعدها از زبان پهلوی به سریانی و عربی و از سریانی به زبان گرجی و یونانی ترجمه شد

### ساختن شهر رومیه برای کوچ‌یافتگان شهر انطاکیه
خسرو انوشیروان برای اسیران و کوچ‌یافتگان شهر انطاکیه، شهری در نزدیکی تیسفون ساخت و این شهر را رومیه (رومگان) نامید و نام واقعی آن شهر «وه آنتیوخ خسرو» بود.
و به گفتهٔ پروکوپیوس: «این شهر را انطاکیه خسرو می‌نامند که یک روز تا تیسفون فاصله داشت.» به دستور خسرو در شهر جدید برای کوچ یافتگان حمام‌هایی ساخته شد و حتی میدان‌های بزرگی ساختند تا مردم بتوانند مانند قبل در شهر خود زندگی کنند و بتوانند بازی کنند. خسرو به کوچ یافتگان، آزادی و رفاه و آسایش بخشید. آن‌ها می‌توانستند همان گونه که در شهر خود به شیوهٔ رومی زندگی می‌کردند در شهر تازه انطاکیه خسرو، به همان گونه زندگی کنند. به قول مسعودی: «برای بنای رومیه مرمر، سنگ سپید و انواع موزاییک که از سنگ و شیشه پخته می‌شد از سوریه به نزدیکی مداین آورده شده‌بود». همچنین خسرو تمام کسانی را که از دیگر شهرها همراه خود آورده‌بود از جمله موسیقی‌دانان و ارابه‌رانان را به شهر تازه فرستاد. خسرو از مردم آنجا خواست خود را رعایای شاهنشاه بنامند و فقط از فرمان شاه اطاعت کنند و همچنین اگر اسرای رومی فرار می‌کردند به شهر رومیه پناه می‌آوردند و یکی از مردم شهر آن‌ها را به خویشاوندی می‌گرفتند و حتی مالک اصلی آن‌ها دیگر قادر به بازگرداندن آن‌ها نبود.

### شطرنج و تخته نرد

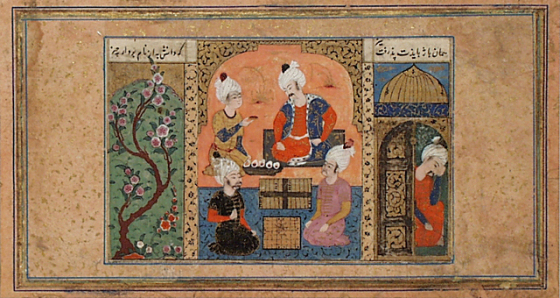
بزرگمهر در حال نشان دادن بازی شطرنج به خسرو، نگاره‌ای از شاهنامه

در زمان انوشیروان وقتی کشوری فرمانبر و زیر سلطه بود، علاوه‌بر اینکه خراجگزاری می‌کرد، هدایایی نیز می‌فرستاد. پادشاه هند علاوه‌بر این که هدیه را فرستاد، یک بازی نیز همراه آن ارسال کرد و به فرستادهٔ انوشیروان گفت اگر خسرو فلسفهٔ شطرنج را متوجه شود، خراج سالیانه را خواهم داد در غیر این صورت خراج را نخواهم پرداخت. خسرو این کار را به وزیر خود بزرگمهر می‌سپارد و بزرگمهر نیز فلسفه شطرنج را درمی‌یابد و هندوستان موظف به پرداخت خراج می‌شود. بزرگمهر در برابر شطرنج، تخته نرد را اختراع کرد و به دربار هندوستان فرستاد، ولی آن‌ها نتوانستند متوجه شیوهٔ بازی آن شوند و از خسرو خواستند که برای آن‌ها توضیح دهد. در نهایت هندوستان خود را موظف دانست که خراجی بیش از پیش بپردازد و هدیه‌های بیشتری نیز به دربار بفرستد. فردوسی نیز در شاهنامه گوشه‌هایی از این داستان را از یادگار بزرگ‌مهر به نظم درآورده است که اینگونه آغاز می‌شود:
| سپاس از خداوند خورشید و ماه |  | که رَستم ز بوزرجمهر و ز شاه |
| چون این کار دلگیرت آمد به‌بَن |  | ز شطرنج باید که رانم سخن   |

| چنین آگهی یافت شاه جهان      |  | ز گفتار بیدار کار آگاهان       |
| که آمد فرستادهٔ شاه هند       |  | ابابیل و چتر و سواران سند      |
| بیاورد پس نامه‌ای بر پرند     |  | نبشته به نوشین روان رای هند    |
| بدانند هر مهره‌ای را به نام   |  | که گویند پس خانه او کدام       |
| پیاده بدانند و پیل و سپاه    |  | رخ و اسپ و رفتار فرزین و شاه   |
| گر این نغزبازی بجای آورند    |  | درین کار پاکیزه رای آورند      |
| همان باژ و ساوی که فرمود شاه |  | بخوبی فرستم بران بارگاه        |
| و گر نامداران ایران گروه     |  | ازین دانش آیند یکسر ستوه       |
| چو با دانش ما ندارند تاو     |  | نخواهند زین بوم و بر باژ و ساو |

### کلیله و دمنه
برزویه یکی از معروفترین پزشکان در زمان خسرو انوشیروان است. برزویه در کتابی خوانده بود که گیاهی در کوه هندوستان است که مرده را زنده می‌کند. به همین دلیل، از خسرو اجازهٔ سفر به هندوستان گرفت و همراه نامه‌ای از خسرو، راهی هندوستان شد. زمانی که به هندوستان رسید، نامه را به پادشاه هندوستان داد. پادشاه برزویه را به کوهی که امکان رویش آن گیاه بود برد؛ ولی برزویه چیزی نیافت، سپس برزویه بزرگ‌ترین حکیم هندوستان را خواست؛ وی را نزد پیرمردی بردند. او داستان را برای پیرمرد تعریف کرد. پیرمرد گفت که این سخن رمزی است که از اجدادمان برایمان باقی مانده است؛ منظور از کوه علما، گیاه کلمات کافی و مردگان جاهلان است و منظور این است که عالمان به وسیلهٔ پند، جاهلان را تربیت می‌کنند، گویی که مرده‌ای را زنده می‌کنند و این پندها در کتابی به نام کلیله و دمنه که فقط در دربار شاه است، گرد آوری شده است. برزویه از این موضوع خوشحال شد و به دربار شاه رفت و از شاه خواستار آن کتاب شد و شاه به پاس احترام به خسرو و رعایت حقوق برزویه، دستور داد کتاب را به او دهند، به این شرط که از آن نسخه‌برداری نکند و در حضور شاه آن را بخواند. از آن پس برزویه هر روز به دربار شاه رفته و کتاب را می‌خواند و معانی آن را به ذهن می‌سپرد و وقتی به خانه خود برمی‌گشت، آن را می‌نوشت و تا زمانی که کتاب تمام شود او هر روز این کار را تکرار می‌کرد. پس از آن که کتاب تمام شد از پادشاه هند اجازه خواست تا به ایران بازگردد و شاه نیز او را همراه هدایا و خلعتی به دربار ایران فرستاد. وقتی که برزویه به دربار خسرو رسید داستان را برایش تعریف کرد. خسرو از شنیدن آن خوشحال شد و به وی پاداش داد. برزویه از خسرو خواست تا شرح احوالش را در آغاز کتاب بنویسد و خسرو نیز موافقت کرد. این کتاب نزد شاهان ایران نگهداری می‌شد، تا زمانی که ابن مقفع آن را از پهلوی به عربی ترجمه کرد.

### بیمارستان جندی‌شاپور
بنیان‌گذار جندی‌شاپور را شاپور یکم می‌دانند. این دانشگاه در زمان شاپور دوم بسیار قدرت و قوت گرفته بود. اما تأسیس رسمی آن مربوط به زمان خسرو انوشیروان است که وی بیمارستان آن را هم راه‌اندازی کرد. در این بیمارستان ۱۲۰ پزشک هندی، رومی و ایرانی مشغول بودند. پزشکانی که در جندی‌شاپور فعال بودند کتاب‌هایی نیز تألیف می‌کردند. پزشکان هندی نیز آثار را از هندی به پهلوی ترجمه می‌کردند. بیمارستان جندی‌شاپور که به دستور خسرو انوشیروان ساخته شد، به مدت ۳۰۰ سال فعال بود و در دورهٔ اسلامی، الگویی برای اعراب بوده است. خسرو علاوه‌بر دانشکده پزشکی، دانشکده‌هایی برای علم ریاضی، نجوم، فلسفه و حکمت هم در جندی‌شاپور بنا نهاد.
خسرو زمانی که ژوستینین مدارس فلسفی را به دلیل مسیحی نبودن آن‌ها تعطیل نمود، از فیلسوفانی که به دربار ایران پناه آورده‌بودند استقبال کرد و فیلسوفان را به جندی‌شاپور فرستاد که زبان علمی آن یونانی بود. پس از مدتی فیلسوفان خواستار بازگشت به روم شدند و چیزی که نظر آنان را جلب کرد این بود که خسرو از ژوستینین خواسته بود که آن فیلسوفان را از قوانین سخت خود معاف کند.

### طاق کسری

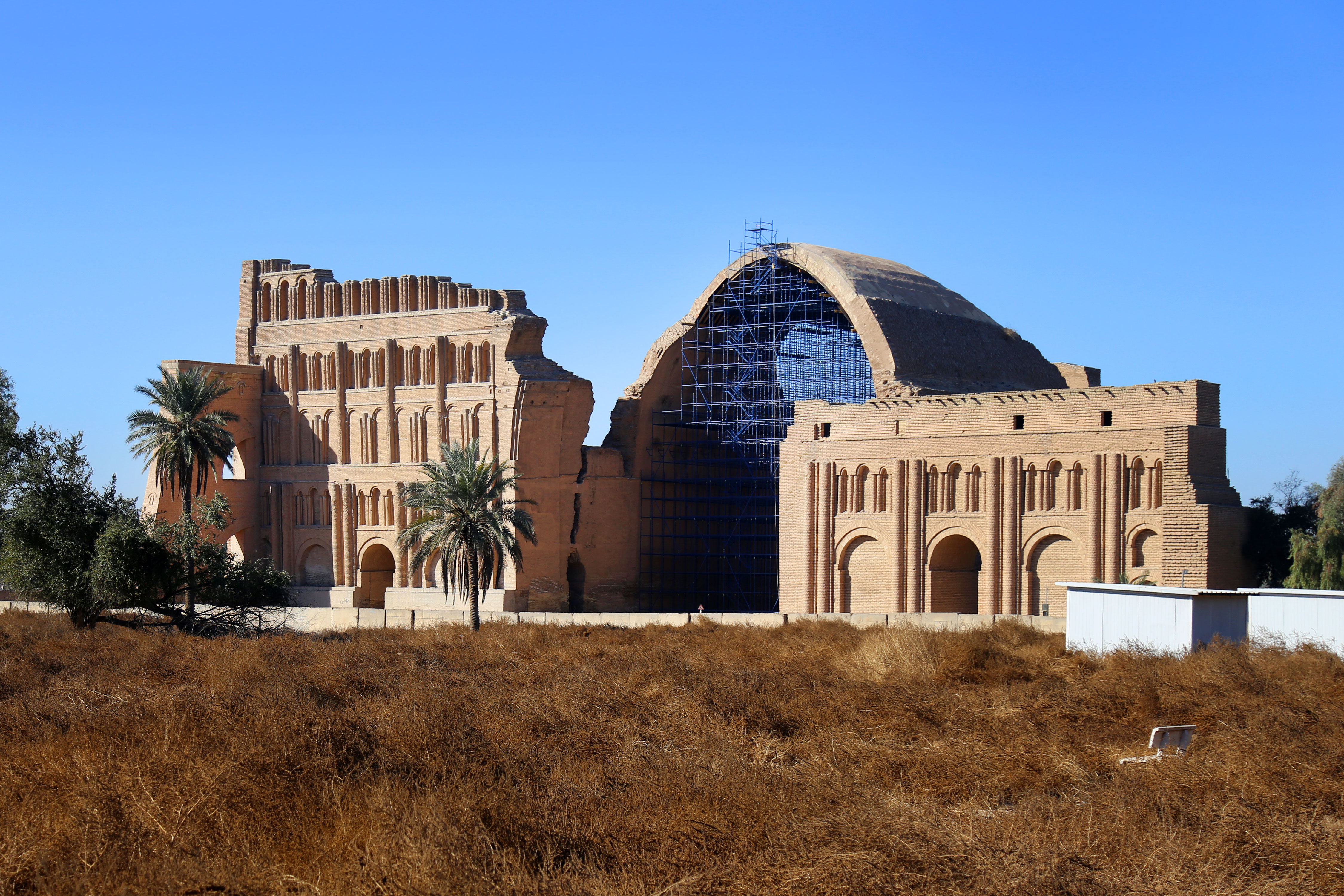
بقایای امروزی ایوان خسرو

مشهورترین بنایی که در زمان ساسانیان ساخته شده است، طاق کسری یا ایوان کسری است که آن را به خسرو نسبت می‌دهند. اکنون این کاخ بسیار تخریب شده و شکوه پیشین را ندارد. مساحت آن به عرض ۳۰۰×۴۰۰ متر است و ارتفاع آن ۲۸ یا ۲۹ متر است. این بنا در فاصلهٔ ۱۰۰ متری نسبت به بنای دیگری به نام «حریم کسری» نیز ساخته شده است. این بنا از دیواری بدون پنجره و ۴ طبقه که طاق‌های بسیار کوچک داشته تشکیل شده است. دارای ستون‌های برجسته و طاق‌نماهای بسیار است که نمونهٔ آن را باید در سرزمین‌های شرق که یونانیان در آن نفوذ دارند، یافت؛ و نماهای آن با ساروج یا مرمر ساخته شده است. طاق کسری، مقر عادی شاه بود و شاه از آنجا امور کشور را اداره می‌کرد.

بشقاب‌های خسرو یکم
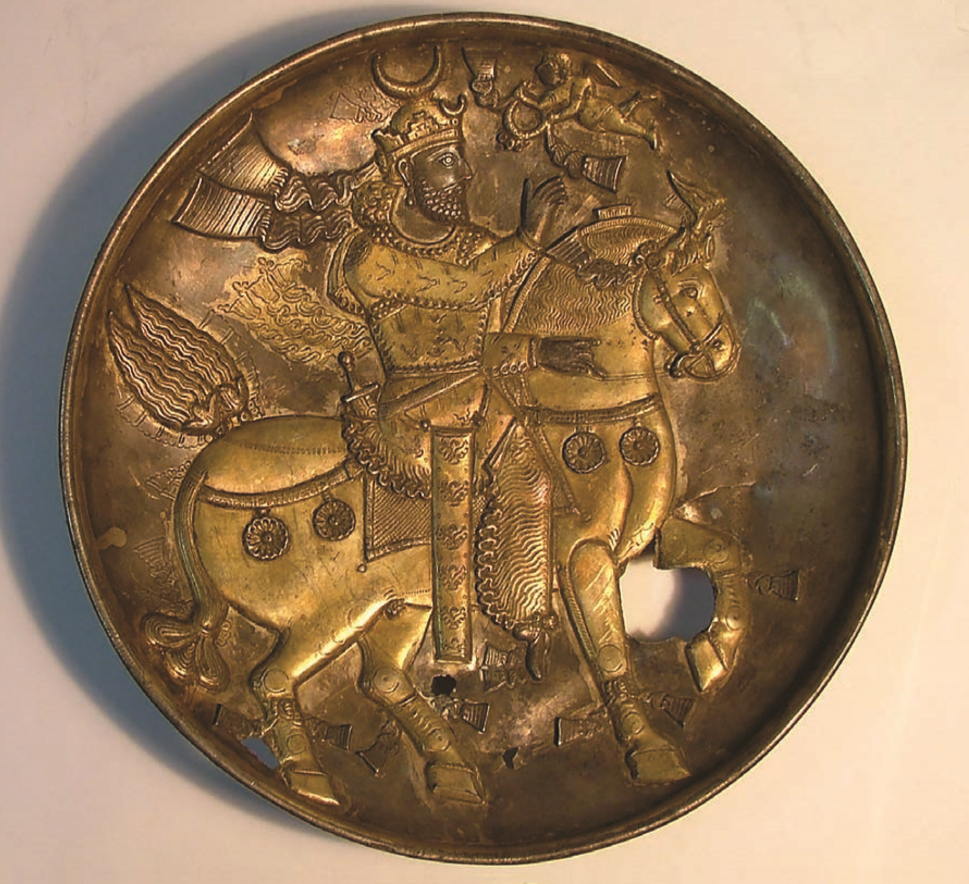
بشقاب خسرو یکم در موزه ملی ایران

## سکه‌شناسی
سکه‌های ساسانی نشان‌دهندهٔ هنر و فرهنگ ساسانیان است. جنس سکه‌های ساسانی طلا، نقره، آلیاژی از قلع، سرب و برنز است؛ به سکه‌های طلا، دینار و به سکه‌های نقره، درهم می‌گفتند. سکه‌های طلا و مسی کمتر و سکه‌های نقره بیشتر استفاده می‌شد؛ به این سکه‌ها «درخما» می‌گفتند. در سکه‌های ساسانی تصویر نیم‌تنه شاه که تاج مخصوص خود را داشت و همچنین نام شاه حک می‌شد و در برخی سکه‌ها جانشین شاه و همچنین همسرش به تصویر کشیده می‌شد. در روی تاج شاهان نشانه‌هایی از ایزدان زرتشتی دیده می‌شد و از دورهٔ بهرام چهارم بود که سکه‌ها دارای علامت ضرابخانه بودند. خطی که برای سکه‌ها استفاده می‌شد یکی از خط‌های پهلوی ساسانی بود که به گفتهٔ ابن مقفع «گشته دبیره» نام دارد که این خط در ابتدا پیچیده بود ولی از زمان خسرو یکم واضح‌تر و خواناتر شد.
بنابر گفتهٔ ابن مقفع ایرانیان ۷ نوع خط برای نوشتن داشتند که تنها ۳ نوع از آن‌ها باقی مانده است. نخستین خط دین دبیره بود که برای نوشته‌های مذهبی استفاده می‌شد. دومین خط، آم دبیره یا هام دبیره نام داشت که برای استفاده و خط عمومی بود و آخرین خط که گشته دبیره نام داشت برای نوشتن سکه‌ها، مهرها و قباله‌ها به کار می‌رفت. زبان ایرانیان در دوران ساسانیان زبان پارسی یا پهلوی ساسانی بود که برگرفته از خط آرامی بود.
با مطالعه سکه‌های ساسانی می‌توان اطلاعاتی دربارهٔ چهره شاه، آرایش، مو، ریش، لباس و وسیله‌های زینتی به دست آورد. به عنوان مثال با توجه به سکه‌های خسرو انوشیروان می‌توان دریافت که خمیدگی بینی، نشانه کهولت است که به راحتی تغییراتی که در طول زمان در چهرهٔ وی اتفاق افتاده است را نشان می‌دهد. از این سکه‌ها مشخص می‌شود که خسرو دارای ریش نوک‌داری است و گردنبندی به گردن دارد که با مروارید تزئین شده است. خسرو پس از پیروزی‌هایی که به دست می‌آورد، سکه‌هایی ضرب می‌کرد که بر روی آن‌ها نوشته شده‌بود «ایران بی بیم شد» و «ایران نیرومند شد». سکه‌هایی که از خسرو در دسترس است به‌طور منظمی ردیف شده است که تصویر خسرو به صورت تمام رخ یا نیمرخ است. در پشت سکه‌ها، آتشدان و آتشکده را نیز نقش می‌کردند. تاریخ ضرب سکه با آغاز فرمانروایی شروع و با پایان یافتن آن خاتمه پیدا می‌کرد، این عبارات در پشت سکه نوشته می‌شد، مثلاً تاریخ سکه‌های خسرو انوشیروان از سال‌های اول تا ۴۸ سال پادشاهی وی هست و حتی در پشت سکه نام محل و شهری که سکه در آن ضرب شده‌بود نیز حک می‌شد.

سکه‌های خسرو یکم
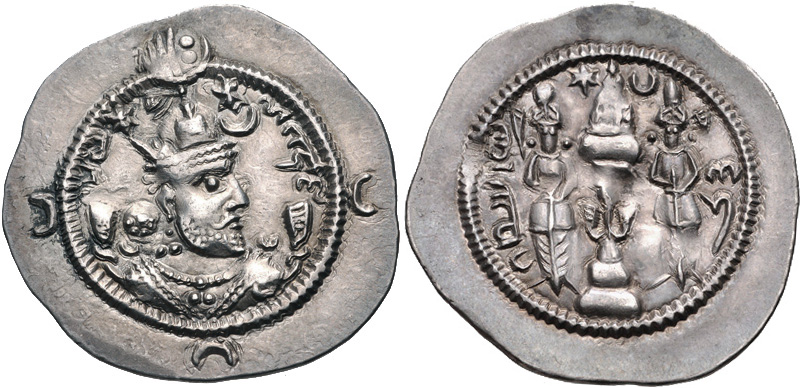
درخم خسرو یکم، ضرب کرمان
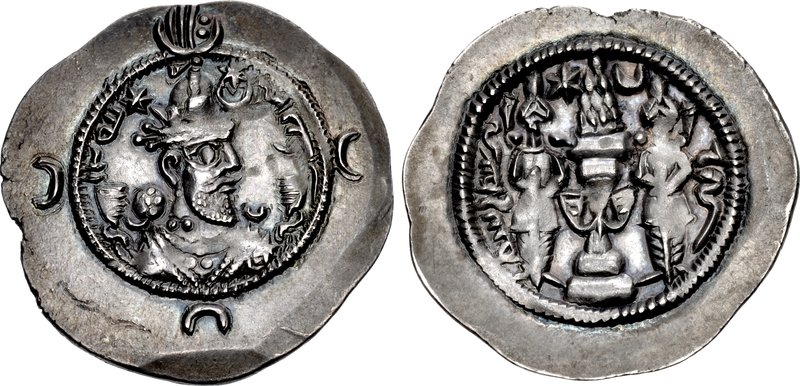
درخم خسرو یکم، ضرب گندی‌شاپور

## تبارنامه
|  |  |  |  |  |  |  |  |  |  |  |  |  |  |       |       |       |       |       |       |  |  |        |        |        |        | قباد یکم (حک. 488–496, 498–531) |         |         |         |         |         |        |        |                      |                      |                      |                      |                               |                               |                               |                               |                               |                               |          |          |          |          |  |  |  |  |  |  |  |  |  |  |  |  |  |  |  |  |  |  |  |  |  |  |  |  |  |  |  |  |  |  |  |  |  |  |  |  |
|  |  |  |  |  |  |  |  |  |  |  |  |  |  |       |       |       |       |       |       |  |  |        |        |        |        |                                 |         |         |         |         |         |        |        |                      |                      |                      |                      |                               |                               |                               |                               |                               |                               |          |          |          |          |  |  |  |  |  |  |  |  |  |  |  |  |  |  |  |  |  |  |  |  |  |  |  |  |  |  |  |  |  |  |  |  |  |  |  |  |
|  |  |  |  |  |  |  |  |  |  |  |  |  |  |       |       |       |       |       |       |  |  |        |        |        |        |                                 |         |         |         |         |         |        |        |                      |                      |                      |                      |                               |                               |                               |                               |                               |                               |          |          |          |          |  |  |  |  |  |  |  |  |  |  |  |  |  |  |  |  |  |  |  |  |  |  |  |  |  |  |  |  |  |  |  |  |  |  |  |  |
|  |  |  |  |  |  |  |  |  |  |  |  |  |  | کاووس | کاووس | کاووس | کاووس | کاووس | کاووس |  |  | جاماسپ | جاماسپ | جاماسپ | جاماسپ | جاماسپ                          | جاماسپ  |         |         | خشایار  | خشایار  | خشایار | خشایار | خشایار               | خشایار               |                      |                      | خسروانوشیروان I (حک. 531–579) | خسروانوشیروان I (حک. 531–579) | خسروانوشیروان I (حک. 531–579) | خسروانوشیروان I (حک. 531–579) | خسروانوشیروان I (حک. 531–579) | خسروانوشیروان I (حک. 531–579) |          |          |          |          |  |  |  |  |  |  |  |  |  |  |  |  |  |  |  |  |  |  |  |  |  |  |  |  |  |  |  |  |  |  |  |  |  |  |  |  |
|  |  |  |  |  |  |  |  |  |  |  |  |  |  | کاووس | کاووس | کاووس | کاووس | کاووس | کاووس |  |  | جاماسپ | جاماسپ | جاماسپ | جاماسپ | جاماسپ                          | جاماسپ  |         |         | خشایار  | خشایار  | خشایار | خشایار | خشایار               | خشایار               |                      |                      | خسروانوشیروان I (حک. 531–579) | خسروانوشیروان I (حک. 531–579) | خسروانوشیروان I (حک. 531–579) | خسروانوشیروان I (حک. 531–579) | خسروانوشیروان I (حک. 531–579) | خسروانوشیروان I (حک. 531–579) |          |          |          |          |  |  |  |  |  |  |  |  |  |  |  |  |  |  |  |  |  |  |  |  |  |  |  |  |  |  |  |  |  |  |  |  |  |  |  |  |
|  |  |  |  |  |  |  |  |  |  |  |  |  |  | شاپور | شاپور | شاپور | شاپور | شاپور | شاپور |  |  | کواذ   | کواذ   | کواذ   | کواذ   | کواذ                            | کواذ    |         |         |         |         |        |        |                      |                      |                      |                      |                               |                               |                               |                               |                               |                               |          |          |          |          |  |  |  |  |  |  |  |  |  |  |  |  |  |  |  |  |  |  |  |  |  |  |  |  |  |  |  |  |  |  |  |  |  |  |  |  |
|  |  |  |  |  |  |  |  |  |  |  |  |  |  | شاپور | شاپور | شاپور | شاپور | شاپور | شاپور |  |  | کواذ   | کواذ   | کواذ   | کواذ   | کواذ                            | کواذ    |         |         |         |         |        |        |                      |                      |                      |                      |                               |                               |                               |                               |                               |                               |          |          |          |          |  |  |  |  |  |  |  |  |  |  |  |  |  |  |  |  |  |  |  |  |  |  |  |  |  |  |  |  |  |  |  |  |  |  |  |  |
|  |  |  |  |  |  |  |  |  |  |  |  |  |  |       |       |       |       |       |       |  |  |        |        |        |        |                                 |         |         |         |         |         |        |        |                      |                      |                      |                      |                               |                               |                               |                               |                               |                               |          |          |          |          |  |  |  |  |  |  |  |  |  |  |  |  |  |  |  |  |  |  |  |  |  |  |  |  |  |  |  |  |  |  |  |  |  |  |  |  |
|  |  |  |  |  |  |  |  |  |  |  |  |  |  |       |       |       |       |       |       |  |  |        |        |        |        |                                 |         |         |         |         |         |        |        |                      |                      |                      |                      |                               |                               |                               |                               |                               |                               |          |          |          |          |  |  |  |  |  |  |  |  |  |  |  |  |  |  |  |  |  |  |  |  |  |  |  |  |  |  |  |  |  |  |  |  |  |  |  |  |
|  |  |  |  |  |  |  |  |  |  |  |  |  |  |       |       |       |       |       |       |  |  |        |        |        |        |                                 |         |         |         |         |         |        |        |                      |                      |                      |                      |                               |                               |                               |                               |                               |                               |          |          |          |          |  |  |  |  |  |  |  |  |  |  |  |  |  |  |  |  |  |  |  |  |  |  |  |  |  |  |  |  |  |  |  |  |  |  |  |  |
|  |  |  |  |  |  |  |  |  |  |  |  |  |  |       |       |       |       |       |       |  |  |        |        |        |        | انوش‌زاد                         | انوش‌زاد | انوش‌زاد | انوش‌زاد | انوش‌زاد | انوش‌زاد |        |        | IVهرمز (حک. 579–590) | IVهرمز (حک. 579–590) | IVهرمز (حک. 579–590) | IVهرمز (حک. 579–590) | IVهرمز (حک. 579–590)          | IVهرمز (حک. 579–590)          |                               |                               | یزدان‌داد                      | یزدان‌داد                      | یزدان‌داد | یزدان‌داد | یزدان‌داد | یزدان‌داد |  |  |  |  |  |  |  |  |  |  |  |  |  |  |  |  |  |  |  |  |  |  |  |  |  |  |  |  |  |  |  |  |  |  |  |  |